# Carlos Beguerie
Carlos Beguerie es una localidad argentina del partido de Roque Pérez, provincia de Buenos Aires.

## Ubicación
Se encuentra a 27 km de la ciudad de Roque Pérez y a 36 km de Lobos.

## Población
Cuenta con 399 habitantes (Indec, 2010), lo que representa un incremento del 12,7% frente a los 354 habitantes (Indec, 2001) del censo anterior.
| Gráfica de evolución demográfica de Carlos Beguerie entre 1991 y 2010 |
|                                                                       |
| Fuente: Censos nacionales del INDEC                                   |

## Historia
El señor Carlos Beguerie nació y pasó parte de su niñez en la provincia de Entre Ríos, estudiando en el famoso colegio de Paraná. En su juventud fue compañero de Julio Argentino Roca, García Merou, Sáenz Peña.
Participó en la guerra de la Triple Alianza y demostró su patriotismo en varias acciones de importancia.
Radicado definitivamente en la provincia de Buenos Aires, se dedicó a las tareas rurales en los establecimientos de su propiedad caracterizándose por su espíritu progresista. Al ser construido el ferrocarril provincial, además de donar parte de sus tierras para fines de utilidad pública, facilitó la formación del pueblo que lleva su nombre, mediante un fraccionamiento adecuado y estableciendo condiciones de venta accesibles para los adquirientes.[cita requerida]
La localidad de Carlos Beguerie adquirió indiscutible importancia en poco tiempo, dado su carácter de empalme ferroviario, facilitó su lógico desarrollo ya que poseía vida propia y contaba con el aporte de la importante zona adyacente, donde las explotaciones agrícola-ganaderas acusaban muy satisfactorios índices de rendimiento.
El Beguerie de ayer tenía un nombre muy conocido en la jerga ferroviaria "La Perla del Provincial". El poderío económico y social era de considerable importancia. La producción agrícola-ganadera de las estancias "Los Altos Verdes" y "Los Pinos" se transportaban por vía férrea; también había dos montes frutales importantes que enviaban su producción en vagones cerrados.
El monte de manzanas y membrillos de la estancia "La Carlota" del Sr. Delfor Del Valle y el monte de ciruelas y duraznos de la estancia "Los Pinos", enviaban tres vagones completos de frutas en forma semanal. Además la estancia "La Carlota" enviaba diariamente su producción lechera, que alcanzó los 6.000 litros diarios.
Carlos Beguerie contaba al momento de su fundación y años después con una población aproximada de 2200 habitantes, entre la zona rural y la zona urbana. Había dos médicos, el Dr. Alberto Bozzano, quien vivió hasta su muerte en el pueblo en cuyo homenaje la sala de primeros auxilios lleva su nombre y el Dr. Carlos Montes, que luego se trasladó a La Plata. Había también un farmacéutico, el Sr. Arturo Bozzano.
Funcionaban cuatro peluquerías, dos soderías, cuatro talleres mecánicos y cuatro almacenes de ramos generales.

## Ferrocarril
Era un nodo ferroviario del Ferrocarril Provincial de Buenos Aires. Desde su estación ferroviaria partía el ramal a Mira Pampa, y el ramal a Azul y Loma Negra.
Hubo un tiempo donde la navegación a vapor y los ferrocarriles, sin la traumática irrupción del automotor, se vinculaban en los puertos. Por allí andaban los pioneros fundando pueblos, promoviendo colonizaciones agrícolas. Así existió la línea férrea de Arrecifes a San Pedro (Ferrocarriles Depetris), que los grandes monopolios ferroviarios no permitieron que continuara funcionando estando totalmente habilitada. Así existió, Carlos Begueríe que fundó un pueblo con su propio nombre, un pueblo con una urbanización de avanzada, donde se bifurcaba el ferrocarril provincial de la provincia de Buenos Aires construido entre 1907 y 1914.
La puesta en funcionamiento de este medio de comunicación tan importante nace a partir de una imperiosa necesidad por parte de propietarios de grandes extensiones de tierras de transportar la producción de sus campos. Por su peso político, económico solicitaron un ramal que llegara a La Plata.
La ley provincial del 18 de octubre de 1907 autorizaba al Poder Ejecutivo de la provincia de Buenos Aires a construir un ferrocarril de trocha angosta desde el Puerto de La Plata hasta el Meridiano Quinto (límite con la provincia de La Pampa), con varios ramales dentro de la provincia. El artículo 2 de dicha Ley autorizaba a contratar con la firma Otto Bemberg y Cia., la construcción de dicha línea cuyos planos y documentos de la contratación fueron aprobados por decreto del 27 de mayo de 1908.
Esta red ferroviaria de trocha angosta cuya dimensión, si se hubiera concretado en su totalidad, habría modificado substancialmente el panorama ferroviario bonaerense. La parte del ferrocarril que se construyó y que se llamó Ferrocarril de La Plata al Meridiano Quinto o Ferrocarril Provincial de Buenos Aires, a partir del puerto y ciudad de La Plata llegaba a Mira Pampa, en el límite provincial, pasando por Carlos Begueríe, Saladillo Norte y Nueve de Julio. Desde La Plata otro ramal llegaba a Avellaneda y desde Carlos Begueríe, típico ejemplo de pueblo ferroviario hoy agonizante, los rieles llegaron a Azul, Olavarría, Sierra Chica y Loma Negra.
La razón esgrimida por el gobierno provincial para la construcción del Ferrocarril Provincial era integrar a vastas zonas hasta entonces incomunicadas por vía férrea, recorriendo regiones servidas por otros ferrocarriles, y abaratar los fletes con su presencia. Las opiniones sobre el provincial abarcan un amplio espectro, desde considerarlo una ambiciosa maniobra política o proyecto delirante, hasta calificarlo como audaz intento bonaerense para quebrar el rol hegemónico de las empresas británicas.

## Parroquias de la Iglesia católica en Carlos Beguerie
| Diócesis  | Azul                                |
| --------- | ----------------------------------- |
| Parroquia | Nuestra Señora del Perpetuo Socorro |